# Vice Versa (gruppo musicale)
I Vice Versa erano una band di new wave / minimal wave formatasi a Sheffield, Yorkshire, Gran Bretagna. La band era composta dai membri di quello che poi divenne il gruppo ABC.

## Storia del gruppo
Costituito il gruppo nel 1977 con Stephen Singleton (nato nel 1959 a Sheffield), Mark White (nato nel 1961 a Sheffield) e David Sydenham, i primi due fondarono anche la loro etichetta, la Neutron Records, facendo uscire l'EP Music 4. Essi avevano una certa somiglianza con The Human League, a cui fecero da supporto nel 1978.
Interessante il primo album 8 Aspects of Vice Versa, uscito su cassetta, con testi in francese, come pure l'EP che lo aveva preceduto.
Dopo un po' David Sydenham lascia il gruppo e viene brevemente sostituito dalla giornalista Fiona Russell Powell (nata il 2 aprile 1963), che viveva a Sheffield. Ma quando arriva la proposta di partecipare ad una serata in un pub di Leeds assieme ai Simple Minds lei si tira indietro e la band chiede aiuto a Martin Fry (nato nel 1958 a Manchester) che studiava letteratura inglese presso l'Università di Sheffield e che aveva da poco intervistato il gruppo per la sua fanzine Modern Drugs.
Martin Fry accettò e dopo un po' il gruppo si trasformò negli ABC, con Fry diventato la prima voce e con l'aggiunta di altri tre componenti.
Da ricordare ancora la loro partecipazione, sempre a Leeds, al Futurama 2 Festival, ripreso anche dalla BBC, il 14 settembre 1980, dove si esibivano, tra gli altri, anche Mick Hucknall (cantante dei Simply Red) con il gruppo dei Frantic Elevators, i Durutti Column, i Soft Boys, i Young Marble Giants, Hazel O'Connor, i Psychedelic Furs, gli Athletico Spizz 80 e Gary Glitter, mentre il giorno prima c'erano stati gli U2, Echo & the Bunnymen e Siouxsie & the Banshees.

## Formazione
- Mark White (voce)
- Stephen Singleton (tastiere, sassofono)
- David Sydenham (tastiere, 1978-1980)
- Fiona Russell Powell (tastiere, 1980)
- Martin Fry (tastiere, 1980)

## Discografia
Album in studio
- 1979 – Music 4 EP (Neutron Records)
- 1980 – 8 Aspects Of

Singoli
- 1980 – Stilyagi / Eyes Of Christ (Backstreet Backlash Records)